# Manoir de Coadelan
Le manoir de Coatelan est situé à Prat en France.

## Localisation
Le manoir est situé sur la commune de Prat à moins de 2,1 km au nord-nord-est du bourg et à 78 m d´altitude. Il se trouve à la jonction des terres arables et des prairies, à proximité immédiate de deux sources et d´un petit affluent du Jaudy qui alimentaient son étang et ses viviers, dans le département des Côtes-d'Armor, dans la région Bretagne.

## Description
Le manoir se compose d'un bâtiment d’environ 35 m de longueur flanqué au nord et au sud de deux tours. Au rez-de-chaussée, le manoir comprend, du nord au sud, trois pièces : la cuisine, la salle basse et la chambre froide sur cave semi-enterrée ; à l'étage : une chambre de service, la salle haute sous charpente apparente (dotée d'une grande cheminée et d'une crédence) et la grande chambre. La porte d'entrée, qui débouche à l'ouest à l'extrémité de la salle basse, est flanquée par la tour d'escalier en vis hors-œuvre. La façade orientale du manoir, tournée vers l'étang, comporte un second escalier en vis distribuant chaque niveau, de la cave à la galerie en passant par les chambres. La tour nord, de forme carrée et à trois niveaux est la plus ancienne ; elle pourrait remonter au XIIIe siècle. De part et d'autre de la salle haute se trouvaient deux galeries transversales en bois distribuant les chambres latérales. La galerie, chauffée par une cheminée, permettait également l'accès à une étuve ou « bain de vapeur » aménagée dans la tourelle d'angle sud à la discrétion du seigneur.
Il a conservé des éléments de défense (tourelle) et une porte en accolade, ainsi que des plafonds à poutrelles et des cheminées anciennes.

## Historique
La seigneurie et le manoir de Coadelan ont vraisemblablement été fondés dès le début du XIVe siècle par la famille Le Chevoir. Leurs armoiries, « De gueules au croissant d'argent, surmonté de trois macles (pièce en forme de losange) de même », ornent toujours la bâtisse. Vers 1500, Rolland Le Chevoir épouse Jeanne Le Rouge (originaire de Trébriant en Plestin) comme le montrent les armoiries de la cheminée dans la grande salle. Ce dernier participe au financement de la reconstruction de la chapelle Saint-Jean de Tréovazan.
Le manoir, vers 1530, était la possession de Roland Le Chevoir et de Jeanne Le Rouge. Il était l'une des habitations du ligueur Guy Éder de La Fontenelle.
Il est inscrit au titre des monuments historiques par arrêté du 22 janvier 1927.

## Galerie

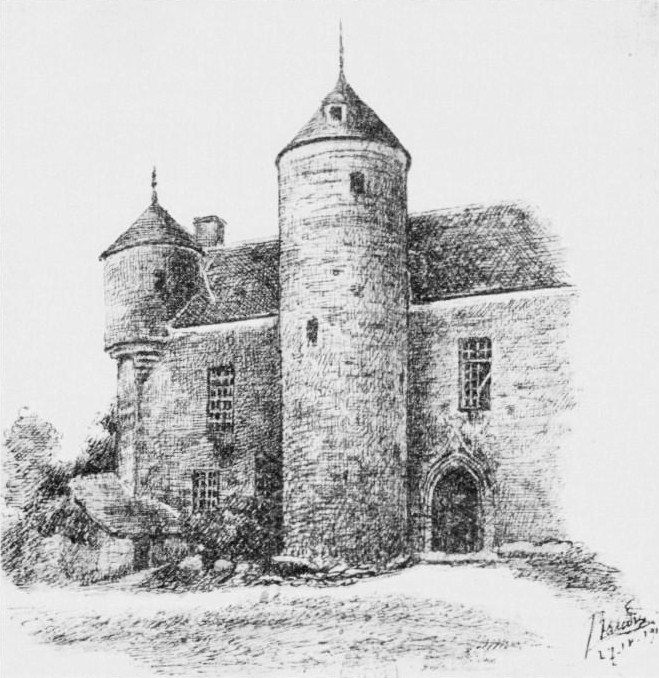
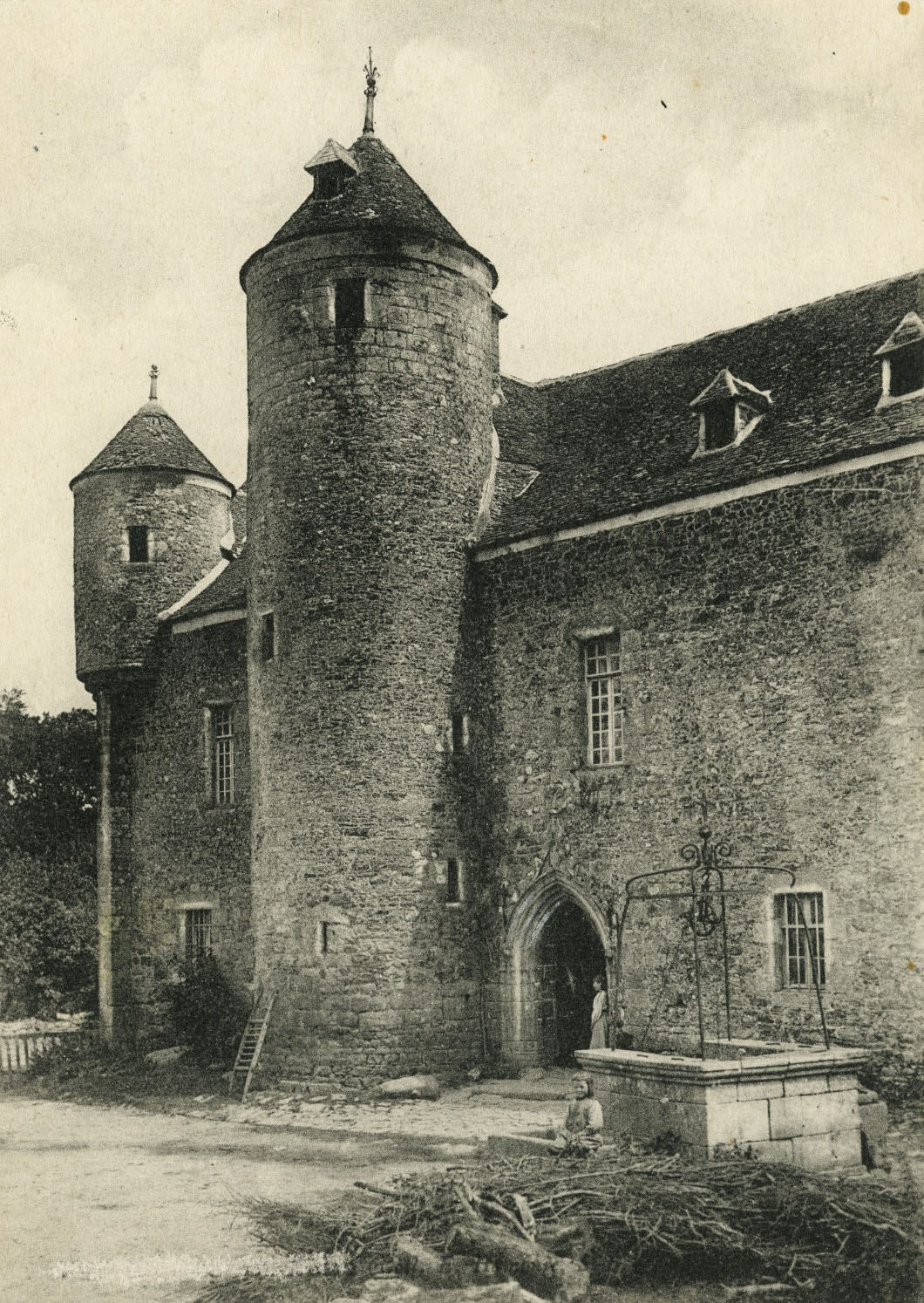
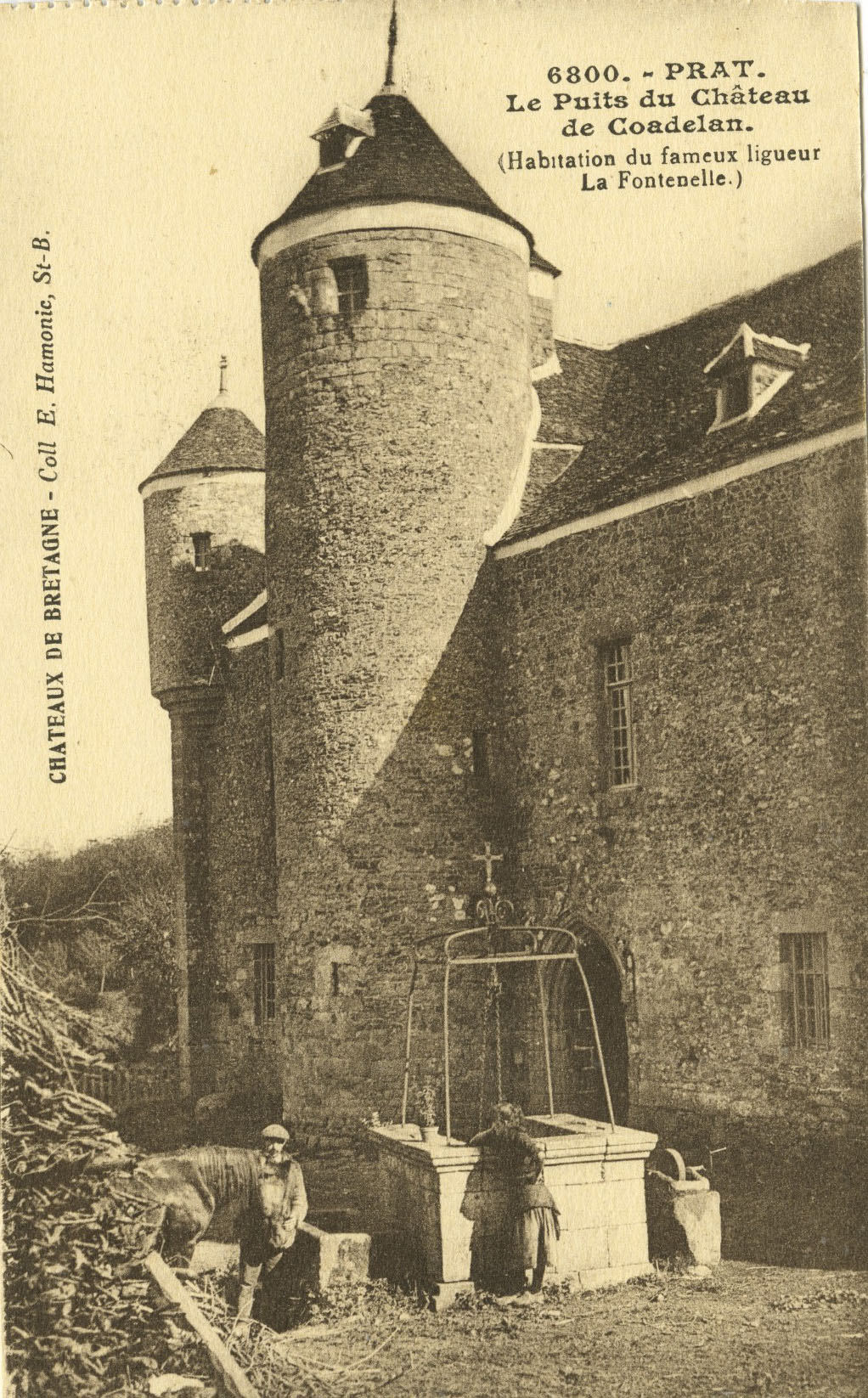
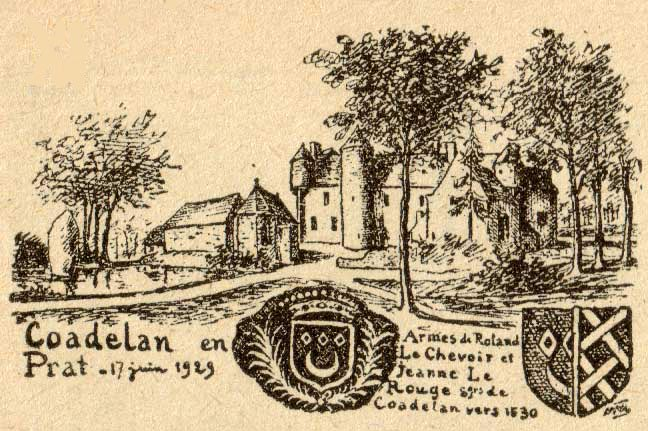
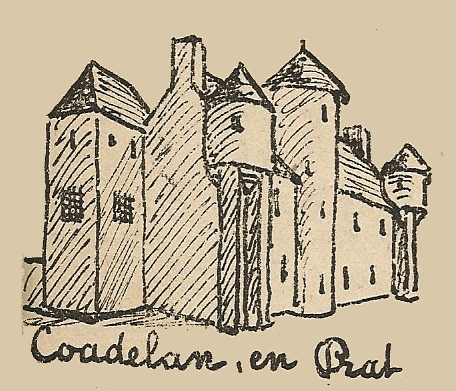